# 金秀仁
金秀仁（韓語：김수인，2009年5月30日—），是一名韓國兒童女演員，五歲開始作為兒童模特兒出道，七歲開始活躍於電視廣告。2020年出演《雖然是精神病但沒關係》擁有反社會人格障礙的人氣童話作家高文英的童年時期而打開知名度。

## 演出作品

### 電視劇
| 年份 | 電視頻道     | 劇名                               | 角色           | 備註         |
| 2018 | tvN          | 想停止的瞬間：About Time           | 糖果女孩       |              |
| 2018 | KBS2         | 我唯一的守護者                     | 金度蘭（童年） | Uie(童年)    |
| 2019 | tvN          | 會讀心術的那小子                   | 尹在仁（童年） | 辛睿恩(童年) |
| 2019 | KBS2         | KBS Drama Special - 什麼孩子見過呢 | 吳東子         |              |
| 2020 | OCN          | 如實陳述                           | 車秀英（童年） | 秀英(童年)   |
| 2020 | tvN          | 一半的一半                         | 金智秀（童年） | 朴柱炫(童年) |
| 2020 | tvN          | 雖然是精神病但沒關係               | 高文英（童年） | 徐睿知(童年) |
| 2022 | Coupang Play | 安娜                               | 李誘墨（少年） | 裴秀智(童年) |
| 2024 | JTBC         | 雖然不是英雄                       | 高慧琳         |              |

## 外部連結
- 金秀仁的Instagram帳戶